# روبی (سوپرنچرال)
روبی (به انگلیسی: Ruby) یک شخصیت داستانی در مجموعه تلویزیونی درام و ترسناک سوپرنچرال در تلویزیون سی‌دابلیو است. طراحی و توسعه داده شده توسط خالق مجموعه اریک کریپک، و با بازی کیتی کسیدی در فصل ۳ و جنویو کورتس در فصل ۴ انجام شده است.

## داستان
روبی یک شیطان چشم‌سیاه که ثابت می‌کند که ابزاری در آزادی لوسیفر از قفس خود است و هدفش از اداره کردن سم، آغاز آخرالزمان است. او هم‌چنین صاحب یک چاقو ویژه‌ای است که می‌تواند شیاطین را بکشد. بر خلاف دیگر شیاطین، او هنوز دارای انسانیتی در درونش است و به دین گفته است که خواهان نابودی شیاطین، و پیروزی سم و دین است. در زمان مرگ سیاه در اروپا در سال ۱۳۵۰، روبی یک ساحره بوده است؛ که روح خود را به شیطان دیگری داد تا بتواند به شیطانی تبدیل شود. در عوض اینکه به آن شیطان سحر و جادو را تعلیم بدهد.
روبی پس از رفتن به جهنم، و هنگامی که پسران وینچستر دروازه جهنم را باز کردند، او موفق به فرار از جهنم شد. روبی جزو شیاطینی بود، که ازازل به‌عنوان یک ارتش جمع کرده بود. با این حال زمانی که ازازل توسط دین وینچستر کشته شد، او به دستور لیلیت (رهبر جدید ارتش شیطان) شروع به انجام یک عملیات مخفی کرد. لیلیت به روبی دستور داد، زمانی که ۶۵ قفل از تمام قفل‌ها که ۶۶ عدد هستند شکسته شد، روبی باید برای به‌دست آوردن سم وینچستر برای کشتن لیلیت به‌عنوان قفل آخر و آزادی لوسیفر، تلاش کند. او در ابتدا خودش را به‌عنوان یک شکارچی به سم معرفی کرد، اما به‌زودی هویت واقعی‌اش به‌عنوان یک شیطان، زمانی که سم از او برای افشای هویتش درخواست کرد، آشکار شد. او در ادامه به سم می‌گوید که می‌تواند دین را، از معامله‌ای که برایش یک سال زمان دارد، نجات دهد.